# Trollok – A dallam szól tovább
A Trollok – A dallam szól tovább (eredeti cím: Trolls: The Beat Goes On!) 2018-ban indult amerikai televíziós 2D-s számítógépes animációs sorozat, amely a Trollok című 2016-os 3D-s számítógép-animációs film alapján készült. Az animációs játékfilmsorozat zenéjét Alex Geringas szerezte. Műfaja fantasyfilmsorozat és filmdráma-sorozat. A tévéfilmsorozat a DreamWorks Animation TV gyártásában készült, a Netflix és az NBCUniversal Television Distribution forgalmazásában jelent meg. Amerikában 2018. január 19-étől a Netflixen vetíti, Magyarországon 2018. szeptember 3-ától a Minimax sugározza.

## Szereplők
| Szereplő            | Eredeti hang             | Magyar hang        |
| ------------------- | ------------------------ | ------------------ |
| Pipacs              | Amanda Leighton          | Csuha Bori         |
| Ágas                | Skylar Astin             | Juhász Levente     |
| Bridget             | Kari Wahlgren            | Kokas Piroska      |
| Bernice             | Kari Wahlgren            | Kocsis Mariann     |
| Bella Brightly      | Kari Wahlgren            | ?                  |
| Harper              | Kari Wahlgren            | ?                  |
| Mags Gumdrop        | Kari Wahlgren            | ?                  |
| Idős bergeni hölgy  | Kari Wahlgren            | ?                  |
| Nagy picur          | Kari Wahlgren            | ?                  |
| Ripley              | Kari Wahlgren            | Molnár Ilona       |
| Porcos király       | Sam Lerner               | Kovács Lehel       |
| Kabala növény       | Sam Lerner               | ?                  |
| Guy Diamond         | Sean T. Krishnan         | Magyar Bálint      |
| Tae-Kwon-Kevin      | Sean T. Krishnan         | Papucsek Vilmos    |
| Fogas virág         | Sean T. Krishnan         | ?                  |
| Picur               | Kevin Michael Richardson | Seszták Szabolcs   |
| Groth               | Kevin Michael Richardson | Tarján Péter       |
| Chad                | Kevin Michael Richardson | Forgács Gábor      |
| Todd                | Kevin Michael Richardson | Forgács Gábor      |
| Kocsány             | Kevin Michael Richardson | ?                  |
| Maitre D'           | Kevin Michael Richardson | ?                  |
| Művezető            | Kevin Michael Richardson | ?                  |
| Klaus Von Frousting | Kevin Michael Richardson | ?                  |
| Tae-Kwon-Joe        | Kevin Michael Richardson | Csuha Lajos        |
| Toby                | Kevin Michael Richardson | ?                  |
| Fogas virágok       | Kevin Michael Richardson | ?                  |
| Biztos halál        | Kevin Michael Richardson | Berkes Bence       |
| Pók                 | Kevin Michael Richardson | ?                  |
| Gary                | Kevin Michael Richardson | ?                  |
| Rufusz              | Kevin Michael Richardson | Németh Gábor       |
| Szmörci             | Kevin Michael Richardson | ?                  |
| DJ Suki             | Fryda Wolff              | Kis-Kovács Luca    |
| Szatén              | Fryda Wolff              | Bogdányi Titanilla |
| Szalag              | Fryda Wolff              | Laurinyecz Réka    |
| Dr. Moonbloom       | Fryda Wolff              | ?                  |
| Gemma Fur           | Fryda Wolff              | ?                  |
| Gia Grooves         | Fryda Wolff              | ?                  |
| Laroux Laroux       | Fryda Wolff              | Mezei Kitty        |
| Giga                | David Fynn               | Elek Ferenc        |
| Kuki úr             | David Fynn               | Forgács Gábor      |
| Halállovag          | David Fynn               | ?                  |
| Cooper              | Ron Funches              | Baráth István      |
| Felhő srác          | Walt Dohrn               | Szabó Máté         |
| Rezesbanda vezér    | Walt Dohrn               | ?                  |
| Csermely            | Matt Lowe                | Szatory Dávid      |
| Gyors Bors          | Matt Lowe                | ?                  |
| Cooper kalapja      | Matt Lowe                | ?                  |
| Pepi király         | David Kaye               | Faragó András      |
| Keith               | Declan Churchill Carter  | Pál Dániel         |
| Priscilla           | Abby Ryder Fortson       | ?                  |
| Sky Toronto         | Gary Cole                | Seder Gábor        |
| Vakker mester       | Utkarsh Ambudkar         | ?                  |
| Íjász Tészta        | Arnie Pantoja            | Szalay Csongor     |
| Nova Swift          | Sainty Nelsen            | Zakariás Éva       |
| Milton Moss         | Jonah Platt              | Markovics Tamás    |
| Bash                | Josh Peck                | ?                  |
| Smack               | Ray Chase                | ?                  |
| Peter               | Ray Chase                | ?                  |
| Picur dobja         | Ray Chase                | ?                  |
| Csillám troll       | Ray Chase                | ?                  |
| Pow                 | Chelsea Kane             | ?                  |
| Slamm-Oh            | Adam Ray                 | ?                  |
| Pete napraforgó     | Jake Green               | ?                  |
| Hernyó-szörny       | Jake Green               | ?                  |
| Patrick napraforgó  | John Paul Karliak        | ?                  |
| CJ Suki             | Kyla Carter              | Hermann Lilla      |
| Hank Montana        | Fred Tatasciore          | Papucsek Vilmos    |
| Buzby               | David Koechner           | Kapácsy Miklós     |
| Nangus              | Pat Pinney               | Borbíró András     |

- További magyar hangok: Faragó András, Kapácsy Miklós

## Évados áttekintés
| Évad | Évad | Epizódok | Eredeti sugárzás    | Eredeti sugárzás    | Magyar sugárzás     | Magyar sugárzás      |
| Évad | Évad | Epizódok | Évadpremier         | Évadfinálé          | Évadpremier         | Évadfinálé           |
| ---- | ---- | -------- | ------------------- | ------------------- | ------------------- | -------------------- |
|      | 1    | 6        | 2018. január 19.    | 2018. január 19.    | 2018. szeptember 3. | 2018. szeptember 8.  |
|      | 2    | 7        | 2018. március 9.    | 2018. március 9.    | 2018. szeptember 9. | 2018. szeptember 15. |
|      | 3    | 6        | 2018. augusztus 24. | 2018. augusztus 24. | 2018. november 7.   | 2018. november 12.   |
|      | 4    | 7        | 2018. november 2.   | 2018. november 2.   | 2018. november 13.  | 2018. november 19.   |
|      | 5    | 6        | 2019. január 19.    | 2019. január 19.    | 2019. december 27.  | 2020. január 1.      |
|      | 6    | 6        | 2019. április 9.    | 2019. április 9.    | 2020. január 2.     | 2020. január 7.      |
|      | 7    | 7        | 2019. augusztus 27. | 2019. augusztus 27. | 2020. január 8.     | 2020. január 14.     |
|      | 8    | 7        | 2019. november 22.  | 2019. november 22.  | 2020. január 15.    | 2020. január 21.     |